# محمد عبد الرحمن فخرو
محمد بن عبد الرحمن بن محمد بن حسن بن محمود آل فخرو المعروف بلقب نص الدنيا (1906 في البدع، الدوحة، قطر - 1982 في المحرق، البحرين) رجل أعمال ثري قطري بحريني. شارك في حرب الزبارة عام 1935 مع آل ثاني. أعطاه هذا اللقب حاكم قطر عبد الله بن قاسم آل ثاني لحكمته ومعرفته الواسعة كما يعتبره أيضا ساعده الأيمن. قام باحضار مدفعين اثنين من الهند على متن سفن عمه بعد تهريب العملات الذهبية المخيطة في سترته لأنه في تلك الأيام كان ممنوعا من قبل الإنجليز تهريب الذهب من منطقة الخليج العربي. في عام 1948 انتقل للعيش في البحرين وذلك بسبب زواجه الثاني حيث أن والدها يوسف عبد الرحمن فخرو (يوسف العود) أصر على أن لا تترك البحرين كما أنه يحبها ويريد دائما أن يكون بقربها.
مازال منزله باقيا وقامت حكومة قطر بتجديده ضمن عملية التجديد الكاملة لسوق واقف عام 2006 وأطلق على المنزل اسم بيت فخرو من حمد بن خليفة آل ثاني حيث كان من المعروف عبد الله بن قاسم آل ثاني كان يأخذ قيلولة بعد الظهر في الغرفة العليا لبيت فخرو بمعدل 4 مرات في الأسبوع.
ظل محمد يتنقل فيما بين البحرين وقطر خلال حياته. كان يعرف أيضا أنه كلما زار عبد الله بن جاسم آل ثاني أو علي بن عبد الله آل ثاني البحرين في رحلات رسمية أو غير رسمية أن يقيما في بيت محمد عبد الرحمن فخرو بسبب علاقتهما الوثيقة والاحترام المتبادل بينهما رافضين البقاء في القصر الأميري.

## فيما بعد
في وقت لاحق في حياته كان مسؤولا عن الإشراف على تعليم أبناء وأبناء أخ عبد الله بن قاسم آل ثاني وأحمد بن علي آل ثاني وخليفة بن حمد آل ثاني وسحيم بن حمد بن عبد الله آل ثاني ومحمد بن حمد بن خليفة آل ثاني وخالد بن حمد آل ثاني فضلا عن غيرهم. في حين كان أقل انخراطا في السياسة فقد استمر في التمتع بعلاقات قوية مع أفراد العائلة الحاكمة في قطر حتى وفاته. كان المستشار الموثوق به والرجل الحكيم لحاكمي البحرين سلمان بن حمد آل خليفة وابنه عيسى.

## الذرية
كان لديه تسعة أبناء حسب التالي:
- الدكتور علي وزير الصحة والتربية والتعليم السابق في البحرين).
- الدكتور حسن.
- جاسم (توفي 2001).
- عبد العزيز.
- خالد (مستشار ديوان رئيس وزراء البحرين).
- عبد الرحمن (رجل أعمال).
- عدنان (نانب الرئيس التنفيذي للتوزيعات وخدمات المشتركين بهيئة الكهرباء والماء).
- يوسف (رجل أعمال).
- جمال (نائب رئيس مجلس الشورى البحريني).

وابنة واحدة.